# Садівська сільська рада (Монастириський район)
Садівська сільська́ ра́да — адміністративно-територіальна одиниця та орган місцевого самоврядування в Монастириському районі Тернопільської області. Адміністративний центр — село Садове.

## Загальні відомості
- Населення ради: 282 особи (станом на 2001 рік)

## Населені пункти
Сільській раді підпорядковані населені пункти:
- с. Садове

## Склад ради
Рада складається з 12 депутатів та голови.
- Голова ради: Цибенко Марія Дмитрівна
- Секретар ради: Гладка Марія Михайлівна

### Керівний склад попередніх скликань
| Прізвище, ім'я, по батькові | Основні відомості                                                               | Дата обрання | Дата звільнення |
| --------------------------- | ------------------------------------------------------------------------------- | ------------ | --------------- |
| Артим Марія Дмитрівна       | Сільський голова, 1953 року народження                                          | 26.03.2006   | 31.10.2010      |
| Цибенко Марія Дмитрівна     | Сільський голова, 1959 року народження, освіта середня спеціальна, позапартійна | 31.10.2010   |                 |

Примітка: таблиця складена за даними сайту Верховної Ради України

### Депутати
За результатами місцевих виборів 2010 року депутатами ради стали:

#### За суб'єктами висування
| Суб'єкт висування | Кількість обраних депутатів | %   |
| ----------------- | --------------------------- | --- |
| Самовисування     | 12                          | 100 |

#### За округами
| № округу | Прізвище, ім'я, по батькові    | Дата визнання обраним | Освіта             | Партійна приналежність | Відомості про обраного депутата                   |
| -------- | ------------------------------ | --------------------- | ------------------ | ---------------------- | ------------------------------------------------- |
| 1        | Басистюк Софія Йосипівна       | 04.11.2010            | середня            | позапартійна           | пенсіонер                                         |
| 2        | Заяць Мирон Миколайович        | 04.11.2010            | середня спеціальна | позапартійний          | тимчасово не працює                               |
| 3        | Цибенко Любов Федорівна        | 04.11.2010            | середня спеціальна | позапартійна           | Садівська с/р, техпрацівник                       |
| 4        | Дудяк Ганна Гнатівна           | 04.11.2010            | середня            | позапартійна           | пенсіонер                                         |
| 5        | Добринська Ганна Іванівна      | 04.11.2010            | середня            | позапартійна           | пенсіонер                                         |
| 6        | Гутей Ольга Ільківна           | 04.11.2010            | середня            | позапартійна           | пенсіонер                                         |
| 7        | Томкевич Марія Євстахівна      | 04.11.2010            | середня спеціальна | позапартійна           | тимчасово не працює                               |
| 8        | Мочкодан Ольга Михайлівна      | 04.11.2010            | середня            | позапартійна           | пенсіонер                                         |
| 9        | Замірський Віталій Зіновійович | 04.11.2010            | середня спеціальна | позапартійний          | тимчасово не працює                               |
| 10       | Бомащук Ярослав Ількович       | 04.11.2010            | середня            | позапартійний          | пенсіонер                                         |
| 11       | Гладка Марія Михайлівна        | 04.11.2010            | середня            | позапартійна           | Садівська с/р, секретар                           |
| 12       | Стельмах Євдокія Дмитрівна     | 04.11.2010            | середня спеціальна | позапартійна           | Садівська загальноосвітня школа І-ІІ ст., кочегар |